# James Clarke (remero)
James Clarke (Londres, 31 de diciembre de 1984) es un deportista británico que compitió en remo.
Ganó dos medallas en el Campeonato Mundial de Remo, en los años 2007 y 2010. Participó en los Juegos Olímpicos de Pekín 2008, ocupando el quinto lugar en la prueba de cuatro sin timonel ligero.

## Palmarés internacional
| Campeonato Mundial | Campeonato Mundial | Campeonato Mundial | Campeonato Mundial        |
| Año                | Lugar              | Medalla            | Prueba                    |
| ------------------ | ------------------ | ------------------ | ------------------------- |
| 2007               | Múnich (Alemania)  | Medalla de oro     | Cuatro sin timonel ligero |
| 2010               | Múnich (Alemania)  | Medalla de plata   | Ocho con timonel          |